# 平和公園 (札幌市)
平和公園（へいわこうえん）は、北海道札幌市豊平区月寒西2条7丁目に所在する公園。区分は、近隣公園。面積12,069㎡。
かつてこの地は、大日本帝国陸軍第7師団歩兵第25連隊が駐屯する基地「北部軍司令部」の敷地であった。後に、戦没・病没者を供養する墓地が設置された場所であり、現在も、戦争の歴史が残された数少ない場所である。
北部軍司令部は、現在の札幌市立月寒中学校の場所。陸軍病院（札幌衛戍病院）は、現在の札幌第一高等学校の場所である。

## 歴史
1934年（昭和9年）、陸軍兵士の戦没・病没者を供養する「忠魂納骨塔（月寒忠霊塔）」が建立。1935年（昭和10年）、馬を供養する「軍馬忠魂碑」が建立された。
その後、周辺地域一帯が整備され、公園への整備が開始された。公園の正門には、北部軍司令部正門の門柱が移設され、1961年4月1日に開園された。

## 施設
満州桜や千島桜が植樹されている。
スポーツ施設
野球場・テニスコート・ゲートボール場
遊具施設
ブランコ・ジャングルジム・シーソー・滑り台・砂場など
歴史施設

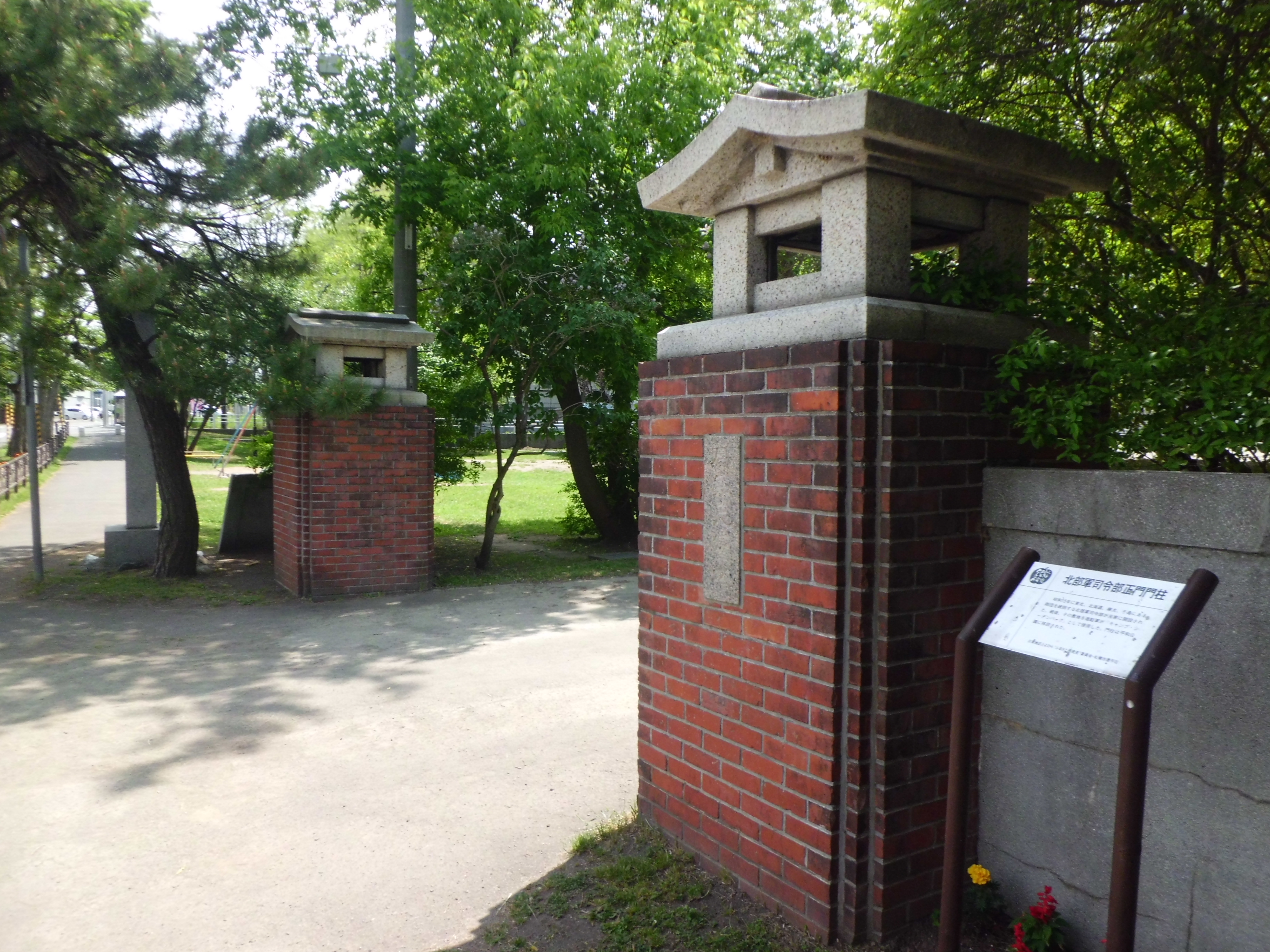
北部軍司令部正門門柱
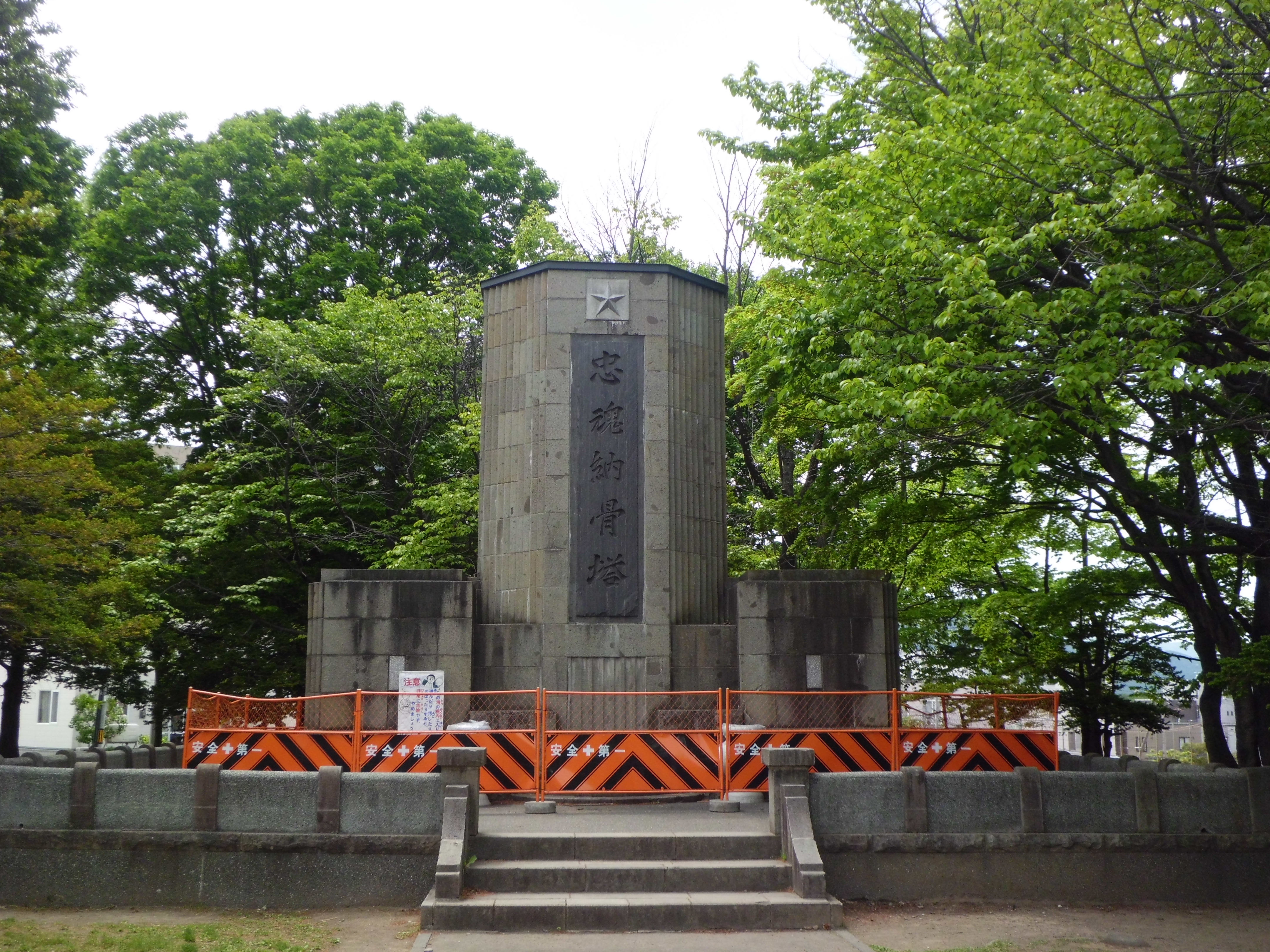
忠魂納骨塔（月寒忠霊塔）
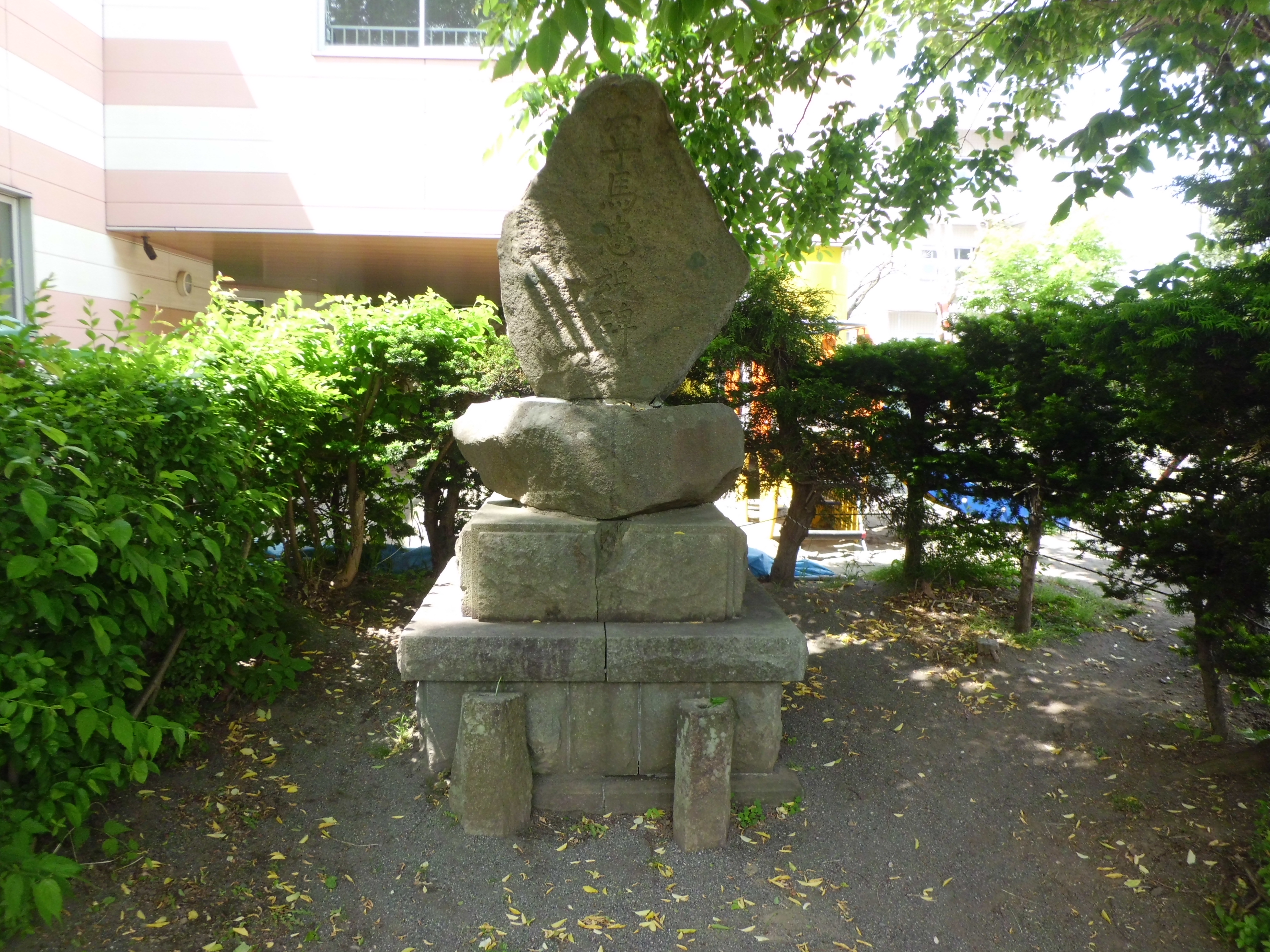
軍馬忠魂碑
- 佛石塚

- 北部軍司令部正門門柱
- 忠魂納骨塔（月寒忠霊塔）
- 軍馬忠魂碑

## 周辺
- 札幌市営地下鉄東豊線月寒中央駅
- アンパン道路
- 札幌市月寒体育館・屋外競技場